# Nicolas-Louis Vauquelin
Pour les articles homonymes, voir Vauquelin.
Nicolas-Louis Vauquelin, né le 16 mai 1763 à Saint-André-d'Hébertot, où il est mort le 14 novembre 1829, est un pharmacien et chimiste français.
Il a découvert notamment deux éléments chimiques, le chrome et le béryllium.

## Biographie
Il vient d'une famille pauvre: son père dirigeait les ouvriers du château d’Hébertot que possédait le petit-fils du chancelier d’Aguesseau. Étudiant, tout en travaillant avec eux, Nicolas-Louis Vauquelin se rend à l’âge de treize ou quatorze ans, à Rouen où un pharmacien donnant chez lui des cours de physique et de chimie à quelques apprentis, l’avait engagé comme garçon de laboratoire. Tout en entretenant le laboratoire et le feu des fourneaux, il saisit à la volée les paroles du professeur et il retenait ce que chaque leçon renfermait de substantiel. Après son travail, il rédige la nuit, aidé de quelques livres que lui prêtaient les élèves, ce qu’il avait retenu sur des feuilles volantes. Surpris dans cette occupation par le pharmacien, il reçut, au lieu d’encouragements, des réprimandes et comme il récidivait, le pharmacien, dans un accès d’emportement, lui arrache son cahier des mains et le déchire. « On m’aurait ôté le seul habit que j’eusse au monde, s’écriait-il souvent, j’aurais été moins affligé ! »
Révolté de ce trait, Nicolas-Louis Vauquelin quitta Rouen pour se rendre à Paris tenter la fortune, en se proposant comme élève en pharmacie. Il partit à pied de son village, muni d’un très petit pécule de six francs et de quelques vêtements dus à sa protectrice, madame d’Aguesseau. Le curé d’Hébertot ayant quelques fonds à remettre au chef des prémontrés, il chargea de cette commission Vauquelin, qui, admis dans le luxueux couvent, y reçut l’hospitalité la plus généreuse et la plus abondante. Après avoir passé quelques années dans deux officines de la capitale, une maladie grave contraignit Vauquelin à passer deux mois à l’Hôtel-Dieu. Lorsqu’il voulut, à sa sortie de l’hôpital, chercher un nouvel emploi, sa pâleur et sa faiblesse le firent refuser partout. Sans ressources, il marchait au hasard le long de la rue Saint-Denis, en pleurant, lorsqu’il tenta à nouveau sa chance chez un pharmacien nommé Cheradame qui, touché de sa triste position, le recueillit.
Chez Cheradame, Nicolas-Louis Vauquelin eut l’occasion de faire la connaissance de son compatriote Laugier, il y rencontra également quelques élèves avec qui il cultiva le latin, le grec, la botanique qu’il saisissait avec une facilité qui les étonnait. La chimie ne l’occupait pas entièrement. Comme il avait senti la nécessité de savoir le latin pour continuer ses études, il imagina emporter quelques feuillets détachés d’un vieux dictionnaire latin et, dans la rue, lorsqu’il portait des remèdes ou faisait d’autres commissions, il en tenait toujours quelques-unes à la main et la relisait jusqu’à ce qu’il en eut appris tous les mots par cœur. Tant d’application et de rapidité dans les succès obtenus par cet écolier si mal préparé, faisaient souvent le sujet des conversations de Cheradame, qui en parla au chimiste Antoine-François Fourcroy, son parent, dont la sœur avait trouvé asile dans la famille Cheradame. Lorsque Fourcroy, qui venait souvent voir sa sœur chez les Cheradame, eut besoin d’un auxiliaire, on lui proposa Vauquelin.
Agréé par Fourcroy, qui avait également connu la pauvreté dans sa jeunesse, Nicolas-Louis Vauquelin fut désormais possesseur d’un logement, d’une table, d’un revenu de 300 francs et par-dessus tout, d’un laboratoire. C’était l’époque où la chimie était en train d’accéder au statut de science. Converti aux vues d'Antoine Lavoisier, Fourcroy s’y associait en enseignant la discipline émergente au lycée, au Jardin des plantes de Paris et dans son propre laboratoire. Fourcroy ne négligea rien pour compléter l’éducation de Vauquelin. Il devint son précepteur et il avait presque tout encore à lui apprendre. Vauquelin en profita pour étudier la physique, l’anatomie, la physiologie, l’histoire naturelle, s’exerçant dans le laboratoire du duc de La Rochefoucauld. Bientôt Vauquelin excella et posséda en maître la chimie dont il avait vu l’éclosion. À mesure qu’il lui faisait connaître les auteurs anciens et modernes, qu’il lui formait le langage et le style, il l’introduisit dans le monde et le présenta aux hommes de sciences, le faisant admettre dans la société qui avait entrepris la réforme de la théorie et du langage de la chimie. Devenu par degrés l’aide, l’élève, puis le compagnon assidu de tous ses travaux et enfin l’ami intime de Fourcroy, ce dernier, pour engager Vauquelin, qui restait dans l’obscurité, à se produire, entreprit avec lui des expériences dont les résultats parurent sous le nom du maître et sous celui de l’élève. Les deux caractères se complétaient, la pondération de Vauquelin tempérant la vivacité de Fourcroy.
Nicolas-Louis Vauquelin étant, de garçon de laboratoire, devenu grand chimiste, Fourcroy voulait le voir devenir professeur comme lui. Lors de ses premiers essais dans la chaire de chimie de l’Athénée des arts, Vauquelin hésita, se troubla, balbutia et resta muet. Cependant, à force de lutter, il finit par acquérir toutes les qualités d’un excellent professeur.

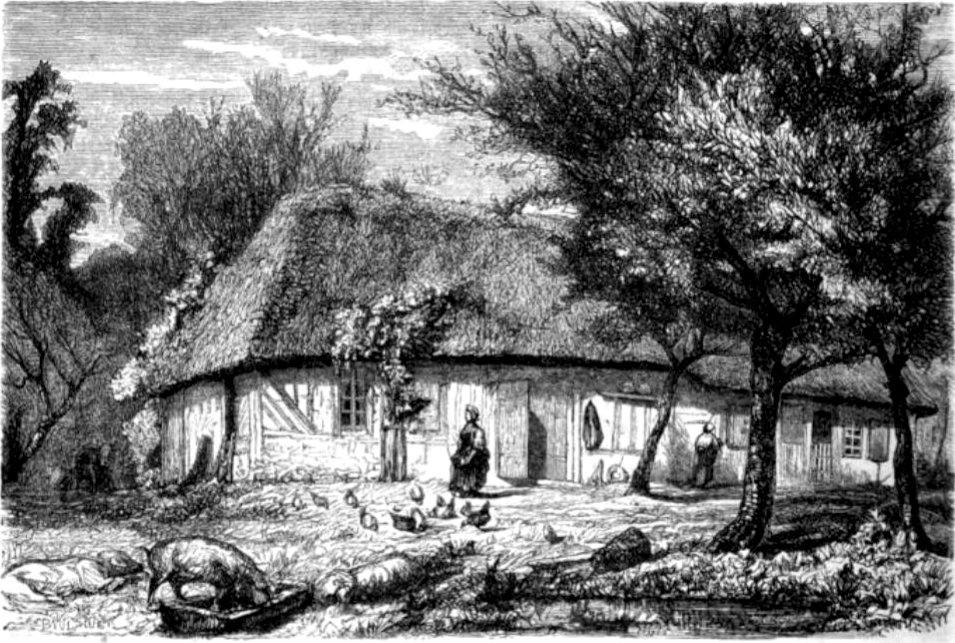
La maison natale de Vauquelin à Saint-André-d’Hébertot.

Lorsqu’une place fut vacante à l’Académie royale des sciences par la promotion de Claude-Louis Berthollet comme pensionnaire, Fourcroy usa de tout son pouvoir pour faire donner sa place d'associé chimiste à Vauquelin, mais ce fut Bertrand Pelletier qui a été élu en premier, Armand Seguin en deuxième et Vauquelin et Jean-Henri Hassenfratz en troisième ligne, le 12 mars 1792. Le ministre de l'intérieur Bon-Claude Cahier de Gerville a nommé Pelletier, mais cette institution est fermée par la Révolution. Ce n'est que le 
22 frimaire an IV (13 décembre 1795) qu'il fut élu membre résidant de la 1re classe de l'Institut national dans la section de chimie. Il participa dès lors à l’édition des Annales de chimie. Fourcroy employa sans cesse le crédit que lui donnèrent les événements politiques pour améliorer la position de Vauquelin, qui dut ses nominations d’inspecteur des mines, de professeur à l’école des mines et à l’École polytechnique, d’essayeur des matières d’or et d’argent aux effets de cette influence.
Nicolas-Louis Vauquelin occupait, à cette époque, un laboratoire qui faisait partie d’une officine qu’il avait prise grâce à son changement de fortune et qu’il tenait avec le titre de maître en pharmacie. Les deux sœurs de Fourcroy, dont il avait été le pensionnaire, partageaient sa nouvelle demeure. Comme elles l'avaient recueilli lorsqu’elles étaient pauvres, il les recueillit à son tour, et ne s’en sépara jamais.
Lorsque la France révolutionnaire se vit assiégée de toute part, Vauquelin fut envoyé, comme Monge, Berthollet et les autres scientifiques, chercher du salpêtre. Il partit, visita les départements et en fit sortir des milliers de tonneaux de salpêtre qu’il expédia pour les ateliers de la capitale. Lorsque, à côté de l’école de médecine et de l’école normale, s’élevèrent l’École polytechnique, l’École des mines et l’Institut, une place fut marquée pour Vauquelin dans ces trois derniers établissements. Dans celle qu’il occupait à l’école des mines, où il était inspecteur et professeur de docimasie, il eut entre les mains une collection de minéraux d’où sont nées les analyses qu’il en fit et qu’il publia dans le Journal des Mines. Il fut un moment successeur du sénateur d’Arcet à la chaire de chimie du Collège de France.

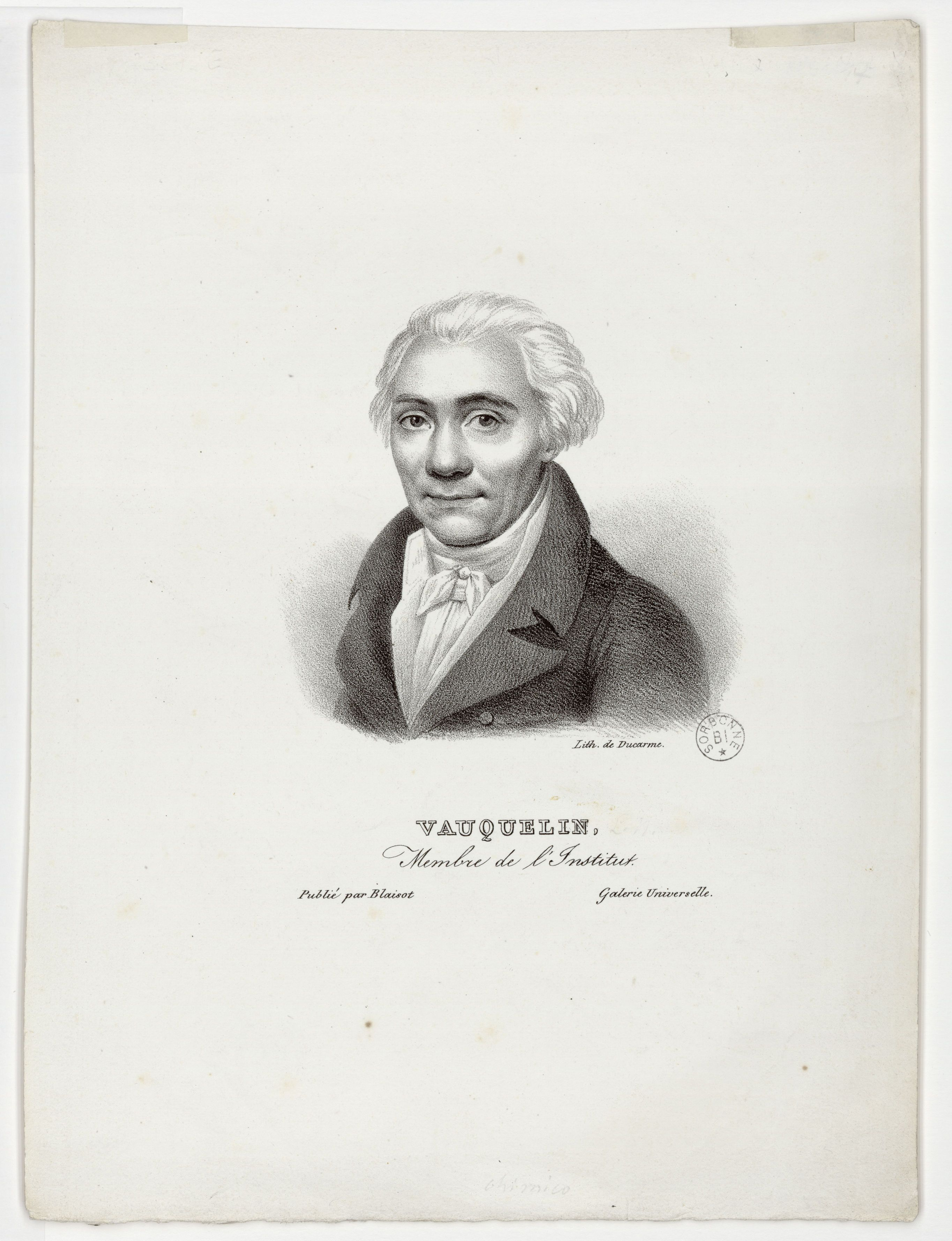
Pierre-François Ducarme, Vauquelin, membre de l'Institut, 1823.

Lorsque la mort de Brongniart laissa vacante la chaire de chimie appliquée aux arts du jardin du roi, Louis-Nicolas Vauquelin saisit cette occasion de se rapprocher de Fourcroy qui y était fixé. À la création de la légion d’honneur, Vauquelin fut un des premiers récipiendaires et il fut fait chevalier de l’Empire. À la formation des écoles spéciales de pharmacie, il fut mis à la tête de celle de Paris. Après s’être vu refuser la direction d’un bureau de garantie pour les matières d’or et d’argent qui venait d’être fondé et qu’il sollicitait, sous le prétexte qu’on exigeait des connaissances spéciales de praticien et de manipulateur, Nicolas-Louis Vauquelin s’enferma pour composer l’Art de l’essayeur qu’il donna au public en gardant l’anonymat. Aussitôt reconnue l’excellence de l’ouvrage, dont il fut avéré que l’auteur anonyme ne pouvait être qu’un essayeur consommé, Vauquelin se nomma et obtint la place. Lorsque Fourcroy perdit la chaire de chimie à la faculté de médecine en 1809, elle fut vacante. Il fallait pour l’occuper l’obtenir par concours et avoir le titre de docteur en médecine. Dépourvu de ce dernier titre, Nicolas-Louis Vauquelin écrivit, sur l’analyse de la matière cérébrale, considérée dans l’homme et dans les animaux, une thèse qui lui valut à la fois le doctorat et cette chaire, qui lui fut néanmoins enlevée, après douze ans de professorat, au seul motif qu’il l’avait longuement occupée.
Nicolas-Louis Vauquelin était membre de l’Institut, membre de la société de pharmacie de Paris et président en 1805, 1808 et 1814, membre de l’Académie royale de médecine, professeur au Jardin du Roi et directeur des essais dans le bureau de garantie. Il était chevalier de la Légion d'honneur et de l’ordre de Saint-Michel. Il fut reçu à l’Académie de Rouen en 1810. En 1827, il fut élu député pour le département du Calvados. Arrivé à la fin de sa carrière, il jouissait à la fois de la considération du monde savant et de l’estime de ses compatriotes. Rien ne manquait à son existence, si ce n’est le seul bien qui donne du prix à tous les autres : Nicolas-Louis Vauquelin aimait, en effet, à parler, en privé, du lieu de sa naissance, de la pauvreté de ses parents, de l’humilité de sa condition et des rudes épreuves de son premier âge. Il faisait presque chaque année le voyage d’Hébertot, pour honorer sa mère, assurer son bien-être et celui de ses frères, et retrouver au milieu des siens les affections de famille qu’il étendait jusque sur ses élèves. Sa santé, longtemps chancelante, était profondément altérée, lorsqu’il voulut encore respirer l’air de sa ville natale. À la suite d’une maladie assez prolongée, il s’était retiré dans le château de son ami Duhamel, où, malgré les soins d'un médecin, il s’affaiblit rapidement. Il expira tranquillement dans la nuit du 14 novembre 1829, alors qu’il essayait de traduire quelques vers de Virgile.
La rue Vauquelin dans le 5e arrondissement de Paris, qui accueille aujourd’hui l’École supérieure de physique et de chimie industrielles, porte son nom, ainsi que plusieurs établissements scolaires en France.

## Contributions à la chimie et découverte d’éléments chimiques
Ses premiers travaux paraissent tout d’abord sous le nom de son maître et patron, puis de leurs noms conjoints. Il publie ensuite en nom propre 376 écrits entre 1790 et 1833. La plupart d’entre eux ne sont que de simples comptes rendus d’opérations analytiques, patientes et laborieuses, et il est finalement assez surprenant que parmi toutes les substances qu’il a analysées, il n’ait détecté que deux nouveaux éléments : le chrome en 1797 dans un minerai de plomb rouge de Sibérie (Crocoïte), et le béryllium en 1798 dans du béryl. Il réussit également à obtenir de l’ammoniac liquide à la pression atmosphérique.
C'est également lui qui en 1809 isole le principe actif du tabac (Nicotiana tabacum), la nicotine (alcaloïde volatil).
Avec le chimiste Antoine-François Fourcroy, ils identifient en même temps que Smithson Tennant vers 1803, l'osmium  dans des résidus de platine qu'ils nomment ptène.
Il tient aussi, parallèlement ou successivement, les postes d’inspecteur des mines, professeur à l’École des mines et à Polytechnique, analyseur d’échantillons d’or et d’argent, professeur de chimie au Collège de France et au Jardin des Plantes, membre de la Chambre de commerce et d’industrie, commissaire sur les lois pharmaceutiques et enfin professeur de chimie à la faculté de médecine, où il succéda à Antoine-François Fourcroy en 1809. Ses cours, qui comportent une partie pratique en laboratoire, sont suivis par de nombreux chimistes, notamment Jean Louis Lassaigne, dont certains furent récompensés par la suite.
Par ailleurs, il n'hésita pas à réclamer en faveur d'Armand Seguin et donc de Bernard Courtois la priorité de leur découverte de la morphine, lorsque Friederich Serturner publia son travail en 1816.

## Dernières réalisations
Il est l’un des fondateurs en 1801, de la Société d’encouragement pour l’industrie nationale. Il est professeur à l’université de Paris à partir de 1809. En 1806, en étudiant des asperges, il isole l’acide aminé asparagine, le premier à être découvert. Il découvre également la pectine et l’acide malique dans les pommes et isole l’acide camphorique et l’acide quinique.

## Principales publications
- Instruction sur la combustion de végétaux, 1794
- Manuel de l’essayeur, Tours, 1799 et 1812
- Dictionnaire de chimie et de métallurgie, 1815
- Thèse sur les opérations chimiques et pharmaceutiques, 1820

Vauquelin écrivit des articles pour la partie Chimie de l'Encyclopédie méthodique, et fut l'auteur principal du volume V de la série.
Vauquelin est l’abréviation botanique standard de Nicolas-Louis Vauquelin.
Consulter la liste des abréviations d'auteur en botanique ou la liste des plantes assignées à cet auteur par l'IPNI, la liste des champignons assignés par MycoBank, la liste des algues assignées par l'AlgaeBase et la liste des fossiles assignés à cet auteur par l'IFPNI.

## Armoiries
| Image | Blasonnement |
| ----- | --- |
|       | Armes du chevalier Vauquelin et de l'Empire Tiercé en fasce : au I, d'azur à deux creusets d'or ; au II, de gueules à l'insigne des chevaliers légionnaires ; au III, de sinople à un creuset d'or. |

## Distinctions
- Chevalier de la Légion d'honneur

## Hommages
- Une rue à Caen porte son nom.

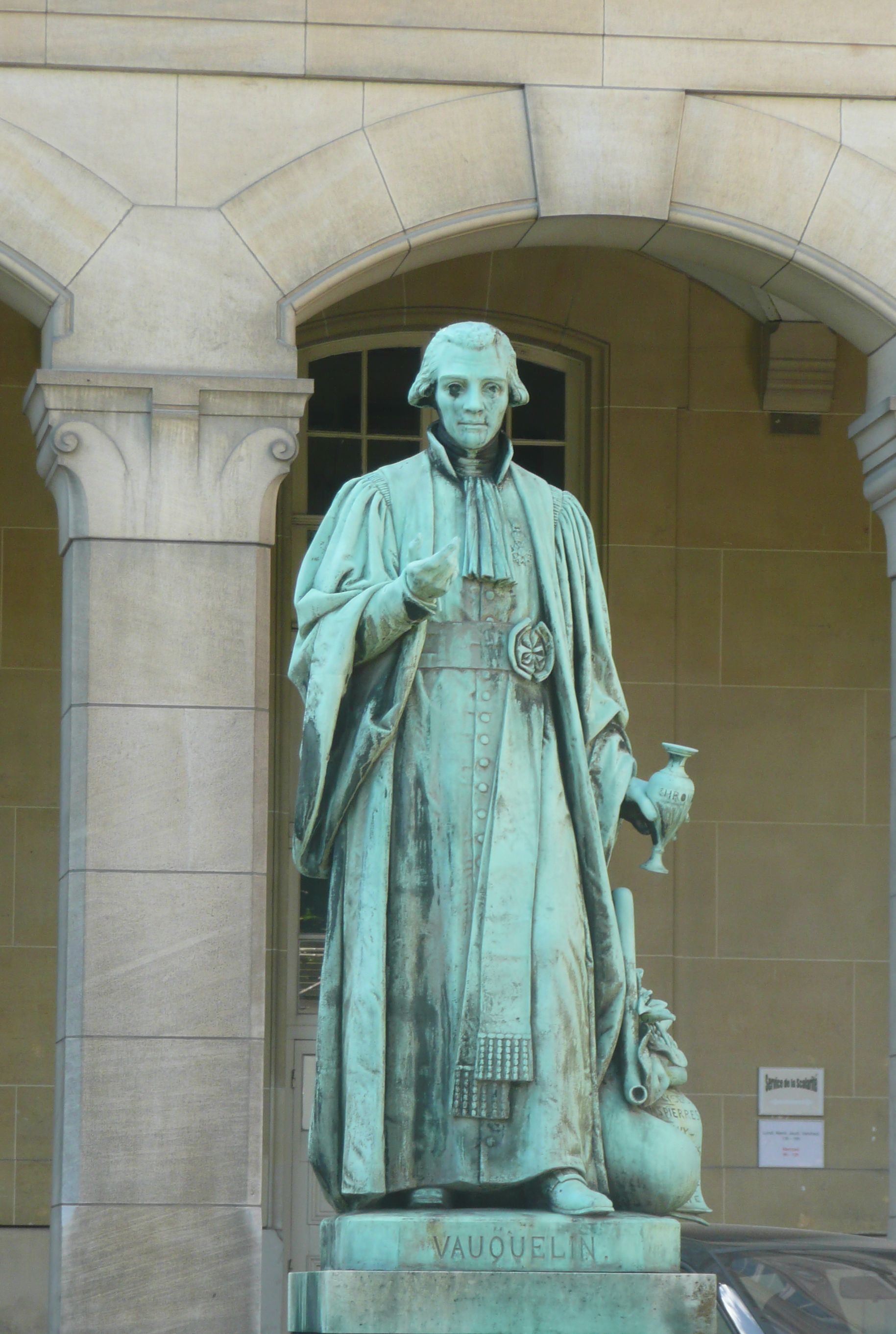
Statue de Vauquelin à la faculté de pharmacie à Paris.

- Un amphithéâtre de la faculté des sciences de l'université de Caen porte son nom.
- Une école maternelle, située rue Joseph Brunel à Dieppe.
- Une rue au Havre porte son nom.
- Une rue à Noyon porte son nom.
- Un lycée des métiers, situé avenue Boutroux dans le 13e arrondissement de Paris, porte son nom.
- La rue Vauquelin dans le 5e arrondissement de Paris porte son nom.
- Une statue réalisée par Pierre Hébert en 1875, dans la faculté de pharmacie de Paris, le représente.
- Un collège à Toulouse porte son nom, situé dans la rue éponyme.
- Une rue à Toulouse porte son nom.
- Un timbre-poste de France lui a été consacré en 1963.
- Une colonne située à Saint-André-d'Hébertot à l'intersection de la RD675 et de la RD534. Elle est érigée à sa mémoire en 1850. Il y est inscrit : « À L. N. Vauquelin, chimiste, le pays où il est né. Né à Saint-André-d'Hébertot, le 16 mai 1743. Mort à Saint-André-d'Hébertot, le 14 novembre 1829. À l'auteur des découvertes du chrome et de la glucine, actif promoteur de l'analyse chimique rigoureuse ». En 1901, Julien Vauquelin, arrière petit-neveu de Louis-Nicolas Vauquelin, fait fixer dessus un buste en bronze représentant son ancêtre. Le buste est déboulonné et fondu sous le régime de Vichy, dans le cadre de la mobilisation des métaux non ferreux. En 1963, un nouveau buste y est replacé.